# Lettország Nemzeti Könyvtára
Lettország nemzeti könyvtára Rigában található.

## Története

### Az első Lett Köztársaság idején
A Lett Állami Könyvtárat (lettül: Valsts Bibliotēka)  1919. augusztus 29-én alapították. A könyvtár első igazgatója  Jānis Misiņš volt, aki a nemzeti könyvtár céljára felajánlotta saját jelentős magánkönyvtárát. 1920-ban a könyvtár állomány elérte a 250 000-es példányszámot. Működését 1922-ben két törvénnyel szabályozták ekkor fogadták el az Állami Könyvtárról és a Központi könyvtári katalógusról szóló törvényeket. 1927-ben vált a Lett Állami Könyvtár az IFLA tagszervezetévé.
A könyvtár 1920-tól gyűjti a Lettországban kiadott könyvek kötelező példányait. 1939-ben és 1940-ben a balti németek kitelepítése idején jelentős állománygyarapodáson megy át a könyvtár, mivel a kitelepítettek jelentős magánkönyvtárai kerültek az Állami Könyvtár kezelésébe. A legjelentősebb az 1834-ben alapított Oroszország Keleti-tengeri tartományának történelmi és régészeti társasságának a könyvtára volt. A teljes állomány ekkor meghaladta az 1 700 000 kötetet. A könyvtár ekkor egy második épületet kapott.
Riga német megszállása idején Tartományi könyvtárnak, németül: Landesbibliothek nevezték át.

### ALett SZSZKidőszakában
1944-ben a szovjet megszállást követően A Lett Szovjet Szocialista Köztársaság Állami Könyvtára nevet kapta. Ez az elnevezés 1966-ban a Lett Szovjet Szocialista Köztársaság Vilis Lācis Állami Könyvtára névre változott.
1946-ban a könyvtár állományának jelentős része zárt állománnyá változott ez a helyzet csak 1988-ban normalizálódott. 1956-ban megépült a könyvtár új épülete a Krišjānis Barons úton.1958-ban egyesítették az Állami Központi Zenei Könyvtárral létrehozva a zenei gyűjteményt.

### A második Lett Köztársaság idején
1992-ben a függetlenné vált Lettország parlamentje elfogadta a Lettország Nemzeti Könyvtáráról szóló törvényt.
1995-ben tartós kölcsön formájában megkapta a Lett Nemzeti Könyvtár Otto Bong Balti Központi Könyvtárát németül: Baltische Zentrale Bibliothek (BZB) egy a Baltikum történelmével folklórjával és nyelveivel kapcsolatos gyűjteményt.
A Lett Nemzeti Könyvtár 2006 óta tagja az Európai Könyvtárnak. Jelenleg a könyvtár állomány meghaladja az 5 millió kötetet. Rendelkezik mintegy 18 ezer kézirattal a 14. századtól napjainkig. 2013-ban a könyvtár már Riga 5 különböző épületét foglalta el. A könyvtár új modern épületét 2014. május 18-án nyitották meg a Daugava bal partján.

## Gyűjteményei
A Lett Nemzeti Könyvtár törzsállománya meghaladja a 4 millió kötetet. Ez magában foglalja lett szerzők Lettországban és azon kívül megjelent műveit, a legkülönbözőbb Lettországgal, vagy a lettekkel kapcsolatos kiadványokat. A könyvtár legfontosabb feladata ezeknek a műveknek a gyűjtése és megőrzése. 
Témaválasztását illetően a könyvtár elsősorban a humán és szociális tudományokhoz kapcsolódó műveket gyűjti. Az idegen nyelvű könyvek minden tudományos területet felölelnek. 

### Tematikus felosztás
- Kézikönyvek és Információs anyagok gyűjteménye

Lexikonok, szaklexikonok,
Szótárak (értelmező szótárak, kétnyelvű szótárak, szakszótárak stb.)
Útmutatók, útikönyvek
Statisztikai kiadványok, címtárak
- Gyermek irodalom
- Könyvtártudományi és informatikai gyűjtemény
- Humán tudományok gyűjteménye
- Tudományos és műszaki könyvek gyűjteménye
- Társadalom tudományi gyűjtemény

### Speciális gyűjtemények
- Térképészeti gyűjtemény

több mint 34 ezres állományában térképek, várostérképek, atlaszok, útikönyvek és térképészeti szakkönyvek találhatók.
- Letonica

Lettországgal és Lettország történelmével kapcsolatos a világ különböző országaiban kiadott művek 67 ezres gyűjteménye.
- A periodikák gyűjteménye

Ez Lettország legnagyobb, leggazdagabb gyűjteménye a 18. századtól napjainkig. A gyűjtemény állománya meghaladja a 720 darabot (16 ezer cím). Benne a lett mellett 26 nyelven németül 1701-től, oroszul 1801-től, lettül 1851-től találhatók, újságok  folyóiratok stb.. A legjelentősebb a lett nyelvű rész.
- Könyvritkaságok és kéziratok gyűjteménye

A gyűjtemény több mint 52 ezer nyomtatványt és kéziratot tartalmaz. A gyűjtemény legrégebbi lett nyelvű darabja egy 1586-ban nyomtatott templomi könyv. Megtalálható benne 63 ősnyomtatvány és 400 kéziratgyűjtemény, magánlevéltári gyűjtemény.
- Zenei gyűjtemény

227 ezres állományával a Baltikum legnagyobb kotta és zeneirodalmi gyűjteménye.
- Kis- és aprónyomtatvány, grafikai gyűjtemény

Cím és telefonkönyvek, poszterek, portrék, képeslapok, fotó- és grafikai albumok stb.
- Audio-vizuális gyűjtemény
- Baltikumi Központi könyvtár

A Baltikumi Központi Könyvtár (Baltic Central Library) balti német, észt és litván szerzők monográfiáit, periodikáit, memoárjait és genealógiai műveket gyűjt. Ezeknek a műveknek zöme csak a Lett Nemzeti Könyvtárban található meg.